# Конашувка
Конашу́вка (пол. Konaszówka) — село в Польше в сельской гмине Ксёнж-Вельки Мехувского повета Малопольского воеводства.
Село располагается в 1 км от административного центра гмины села Ксёнж-Вельки, в 13 км от административного центра повета города Мехув и в 45 км от административного центра воеводства города Краков.
В 1975—1998 годах село входило в состав Келецкого воеводства.